# WTA Congoleum Classic 1976
Il WTA Congoleum Classic 1976 è stato un torneo di tennis giocato sul cemento. È stata la 1ª edizione del torneo, che fa parte del WTA Tour 1976. Si è giocato a Palm Springs negli Stati Uniti, dal 17 al 24 ottobre 1976.

## Campionesse

### Singolare
Chris Evert ha battuto in finale  Françoise Dürr con il punteggio di 6–1, 6–2

### Doppio
Chris Evert /  Martina Navrátilová hanno battuto in finale  Billie Jean King /  Betty Stöve con il punteggio di 6–2, 6–4